# Hotel Spaander

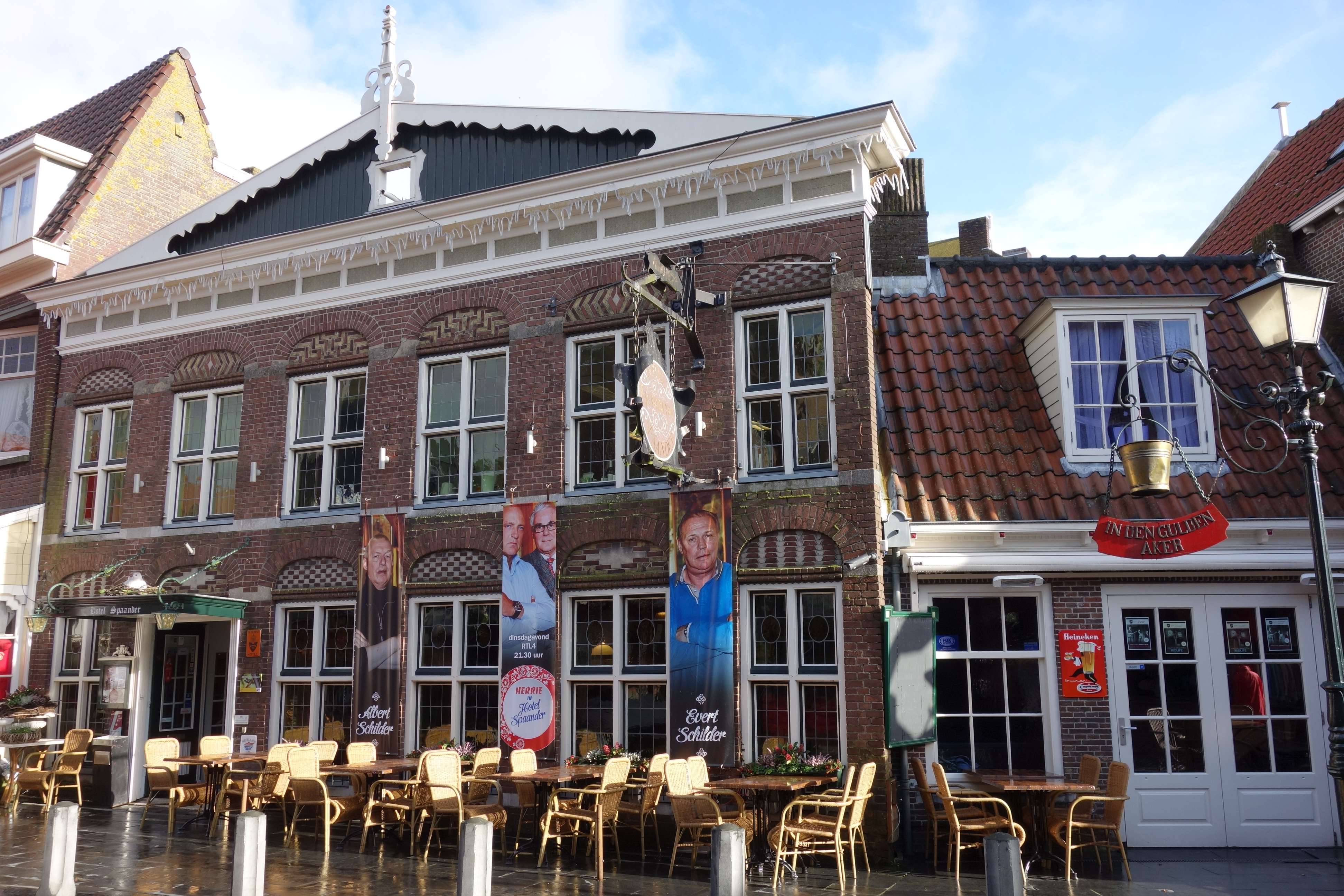
Das Hotel Spaander in Volendam

Das Hotel Spaander ist ein Hotel und Gemeentelijk monument in Volendam, Edam-Volendam.
Das Hotel wurde im Jahr 1881 vom Kunstsammler Leendert Spaander eröffnet. Es beherbergt eine Sammlung von ca. 1800 Gemälden, darunter auch von Künstlern, die im Hotel übernachtet haben. Drei der Töchter von Leendert Spaander heirateten Künstler. 
Während der COVID-19-Pandemie wurde das Hotel geschlossen und meldete kurz darauf Insolvenz an. 
Derzeit ist das Hotel wieder in Betrieb.